# Палто, Сергей Петрович
Сергей Петрович Палто (род. 1960) — российский физик и математик.

## Биография
Родился и вырос в Мотоле (Ивановский район Брестской области), окончил школу с золотой медалью (1977).
Окончил Московский физико-технический институт, специальность инженер-физик.
Кандидат физико-математических наук (1988), тема диссертации «Штарк-спектроскопия сверхтонких плёнок Ленгмюра-Блоджетт».
Доктор физико-математических наук (1998), тема диссертации «Эффекты молекулярного поля в плёнках Ленгмюра-Блоджетт: оптика и штарк-спектроскопия».
Специалист в области физики конденсированного состояния.

## Научный вклад
Автор более 160 научных публикаций в ведущих отечественных и мировых изданиях.
Автор нового способа модуляции оптической задержки для фурье-спектрометра (ФС) и создатель первого прототипа ФС, использующего данный способ, для БИК, видимого и УФ диапазона. Автор программного обеспечения, управляющего ФС, где используется модуляция оптической задержки по гармоническому закону.